# Macrocarsia niepelti
Macrocarsia niepelti är en fjärilsart som beskrevs av Embrik Strand 1916. Macrocarsia niepelti ingår i släktet Macrocarsia och familjen nattflyn. Inga underarter finns listade i Catalogue of Life.